# Persone di nome Nora
| Questa pagina contiene informazioni ricavate automaticamente dalle voci biografiche con l'ausilio del template Bio e di un bot. L'aggiornamento è periodico e automatico e ricostruisce completamente la pagina. Se manca una persona in questa lista, sei pregato di non aggiungerla, ma accertati piuttosto che la sua voce biografica contenga il template Bio e che i dati anagrafici siano correttamente compilati. Se il template Bio manca, inseriscilo tu stesso o, in alternativa, metti l'avviso {{tmp\|Bio}} che ne segnala la mancanza. Se i dati riportati sono sbagliati, correggi direttamente la voce biografica; le modifiche saranno visibili in questa lista entro pochi giorni. Per chiarimenti vedi il progetto antroponimi. La lista contiene solo le 67 persone che sono citate nell'enciclopedia e per le quali è stato implementato correttamente il template Bio. Pagina aggiornata al 6 mag 2025. |

Questa è una lista di persone presenti nell'enciclopedia che hanno il nome Nora, suddivise per attività principale.

## Allenatrici di calcio(2)
- Nora Häuptle, allenatrice di calcio e ex calciatrice svizzera (n. 1983)
- Nora Watkins, allenatrice di calcio e calciatrice neozelandese (Wellington, n. 1957 - Melbourne, † 2023)

## Artiste(1)
- Unica Zürn, artista e scrittrice tedesca (Berlino, n. 1916 - Parigi, † 1970)

## Astronaute(1)
- Nora Al Matrooshi, astronauta emiratina (Emirato di Sharja, n. 1993)

## Attiviste(1)
- Nora Cortiñas, attivista e psicologa argentina (Buenos Aires, n. 1930 - Morón, † 2024)

## Attrici(21)
- Nora Arnezeder, attrice e cantante francese (Parigi, n. 1989)
- Nora Aunor, attrice, cantante e produttrice cinematografica filippina (Iriga, n. 1953 - Pasig, † 2025)
- Nora Bayes, attrice e cantante statunitense (Joliet, n. 1880 - Brooklyn, † 1928)
- Jill Bennett, attrice britannica (Penang, n. 1931 - Londra, † 1990)
- Susan Clark, attrice canadese (Sarnia, n. 1943)
- Nora von Collande, attrice tedesca (Berlino, n. 1958)
- Nora Cárpena, attrice argentina (Quilmes, n. 1945)
- Nora Dunn, attrice statunitense (Chicago, n. 1952)
- Nora Eddington, attrice e scrittrice statunitense (Chicago, n. 1924 - Los Angeles, † 2001)
- Nora Fatehi, attrice e ballerina canadese (n. 1992)
- Nora Gregor, attrice austriaca (Gorizia, n. 1901 - Viña del Mar, † 1949)
- Traci Lords, attrice e ex attrice pornografica statunitense (Steubenville, n. 1968)
- Awkwafina, attrice, comica e rapper statunitense (Stony Brook, n. 1988)
- Nora Miao, attrice hongkonghese (Hong Kong, n. 1952)
- Nora Navas, attrice spagnola (Barcellona, n. 1975)
- Nora Skalli, attrice marocchina (Assila, n. 1974)
- Nora Swinburne, attrice britannica (Bath, n. 1902 - Londra, † 2000)
- Nora Tschirner, attrice tedesca (Berlino Est, n. 1981)
- Nora Visconti, attrice italiana (Roma, n. 1930)
- Nora Waldstätten, attrice austriaca (Vienna, n. 1981)
- Nora Zehetner, attrice statunitense (El Paso, n. 1981)

## Calciatrici(3)
- Nora Coton-Pélagie, ex calciatrice francese (Les Lilas, n. 1988)
- Nora Heroum, calciatrice finlandese (Helsinki, n. 1994)
- Nora Holstad Berge, ex calciatrice norvegese (Oslo, n. 1987)

## Cantanti(5)
- Nora Brockstedt, cantante norvegese (Oslo, n. 1923 - Oslo, † 2015)
- Little Sis Nora, cantante svedese (Borås, n. 1996)
- Nora Foss al-Jabri, cantante norvegese (Gjøvik, n. 1996)
- Nora Istrefi, cantante kosovara (Pristina, n. 1986)
- Nora Orlandi, cantante, compositrice e pianista italiana (Voghera, n. 1933 - Roma, † 2025)

## Cestiste(1)
- Nora McDermott, cestista, allenatrice di pallacanestro e pallavolista canadese (Vancouver, n. 1927 - Vancouver, † 2013)

## Cicliste su strada(1)
- Nora Jenčušová, ciclista su strada e pistard slovacca (n. 2002)

## Danzatrici(1)
- Nora Kaye, ballerina, coreografa e produttrice cinematografica statunitense (Brooklyn, n. 1920 - Los Angeles, † 1987)

## Fondiste(1)
- Nora Sanness, fondista norvegese (n. 2000)

## Fotografe(1)
- Nora Dumas, fotografa ungherese (Budapest, n. 1890 - Genthod, † 1979)

## Giavellottiste(1)
- Nora Bicet, ex giavellottista cubana (Palma Soriano, n. 1977)

## Guerrigliere(1)
- Nora Astorga, guerrigliera nicaraguense (Managua, n. 1948 - Managua, † 1988)

## Ingegnere(1)
- Nora Stanton Blatch Barney, ingegnere e architetto inglese (Basingstoke, n. 1883 - Greenwich, † 1971)

## Judoka(1)
- Nora Gjakova, judoka kosovara (Gjakova, n. 1992)

## Nuotatrici(1)
- Nora Novotny, ex nuotatrice austriaca (Vienna, n. 1939)

## Pallamaniste(1)
- Nora Mørk, pallamanista norvegese (Oslo, n. 1991)

## Pittrici(1)
- Nora Heysen, pittrice australiana (n. 1911 - † 2003)

## Politiche(1)
- Nora Mebarek, politica francese (Port-Saint-Louis-du-Rhône, n. 1972)

## Predicatrici(1)
- Nora Illi, predicatrice, attivista e blogger svizzera (Uster, n. 1984 - Bremgarten bei Bern, † 2020)

## Principesse(1)
- Nora del Liechtenstein, principessa e dirigente sportiva liechtensteinese (Zurigo, n. 1950)

## Psichiatre(1)
- Nora Volkow, psichiatra messicana (Città del Messico, n. 1956)

## Registe(2)
- Nora Ephron, regista, produttrice cinematografica e sceneggiatrice statunitense (New York, n. 1941 - New York, † 2012)
- Nora Fingscheidt, regista e sceneggiatrice tedesca (Braunschweig, n. 1983)

## Sciatrici alpine(3)
- Nora Brand, sciatrice alpina tedesca (n. 2000)
- Nora Grieg Christensen, ex sciatrice alpina norvegese (Bærum, n. 1995)
- Nora Birgithe Stang, ex sciatrice alpina norvegese (n. 1992)

## Scrittrici(3)
- Nora Ikstena, scrittrice lettone (Riga, n. 1969)
- N. K. Jemisin, scrittrice statunitense (Iowa City, n. 1972)
- Nora Roberts, scrittrice statunitense (Silver Spring, n. 1950)

## Statistiche(1)
- Nora Federici, statistica italiana (Roma, n. 1910 - Grottaferrata, † 2001)

## Storiche(1)
- Nora Lafi, storica francese (Istres, n. 1965)

## Traduttrici(1)
- Nora Gal, traduttrice e critica letteraria sovietica (Odessa, n. 1912 - Mosca, † 1991)

## Tuffatrici(1)
- Nora Subschinski, tuffatrice tedesca (Berlino, n. 1988)

## Velociste(1)
- Nora Lindahl, velocista svedese (Lussemburgo, n. 2004)

## Wrestler(1)
- Molly Holly, ex wrestler statunitense (Forest Lake, n. 1977)

## Senza attività specificata(3)
- Nora Barnacle, irlandese (Galway, n. 1884 - Zurigo, † 1951)
- Mary Boyce, iranista e storica delle religioni britannica (Darjeeling, n. 1920 - † 2006)
- Nora di Kelmendi, albanese